# Togabotys
Togabotys és un gènere d'arnes de la família Crambidae. Conté només una espècie, Togabotys fuscolineatalis, que es troba al Japó.